# New York Liberty
Les New York Liberty són un equip de bàsquet femení estatunidenc, amb seu a la ciutat de Nova York, i que competeix a la WNBA, la lliga professional femenina. És un dels 8 equips que van fundar la lliga el 1997, i un dels que té millors resultats, ja que, tot i no haver guanyat mai la lliga, ha arribat a la final en 4 ocasions. És l'equip germà dels New York Knicks, l'equip masculí professional de la ciutat que competeix a l'NBA. El seu nom té com a origen la famosa Estàtua de la Llibertat que presideix la ciutat dels gratacels.

## Trajectòria
Nota: G: Partits guanyats P:Partits perduts %:percentatge de victòries
| Temporada | G  | P  | %    | Play-offs                        |
| --------- | -- | -- | ---- | -------------------------------- |
| 1997      | 17 | 11 | .607 | Perden a la Final                |
| 1998      | 18 | 12 | .600 |                                  |
| 1999      | 18 | 14 | .563 | Perden a la Final                |
| 2000      | 20 | 12 | .625 | Perden a la Final                |
| 2001      | 21 | 11 | .656 | Perden a la final de conferència |
| 2002      | 18 | 14 | .563 | Perden a la Final                |
| 2003      | 16 | 18 | .471 |                                  |
| 2004      | 18 | 16 | .529 | Perden a la final de conferència |
| 2005      | 18 | 16 | .529 | Perden a la primera ronda        |
| 2006      | 11 | 23 | .324 |                                  |
| 2007      | 16 | 18 | .471 | Perden a la primera ronda        |
| 2008      | 19 | 15 | .559 | Perden a la final de conferència |
| 2009      | 13 | 21 | .382 |                                  |
| 2010      | 22 | 12 | .647 | Perden a la final de conferència |
| 2011      | 19 | 15 | .559 | Perden a la primera ronda        |
| 2012      | 15 | 19 | .441 | Perden a la primera ronda        |
| 2013      | 11 | 23 | .324 |                                  |
| 2014      | 15 | 19 | .441 |                                  |
| 2015      | 23 | 11 | .676 | Perden a la final de conferència |